# ياكوفليف يا-19
ياكوفليف يا-19, (الملقب أس-19 أو إير-19) هي طائرة نقل خفيفة من خمس مقاعدانتجت مباشرة من
ياكوفليف يو تي-3 في أواخر ثلاثينيات القرن العشرين. لم تدخل الإنتاج على الرغم من النتائج الإيجابية التي حققتها في تجارب الطيران بسبب عدم تطوير التي يو -3 وإلغاء برناج المحرك المسمى فورونيج MV-6 نتيجة تغيير الأولويات في مواجهة الحرب الوطنية العظمى.

## المواصفات (Ya-19)
البيانات من OKB Yakovlev, Yakovlev aircraft since 1924
الخصائص العامة
- طاقم: 1 or 2
- سعة: 5 passengers
- طول: 10.02 م (32 قدم 10 بوصة)
- باع الجناح: 15 م (49 قدم 3 بوصة)
- مساحة الجناح: 33.42 م2 (359.7 قدم2)
- الوزن فارغة: 2,134 كـغ (4,705 رطل)
- وزن الإقلاع الأقصى: 2,950 كـغ (6,504 رطل)
- سعة الوقود: 280 كـغ (620 رطل) fuel, 26 كـغ (57 رطل) oil
- محركات: 2 × Voronezh MV-6 6-cylinder inverted in-line air-cooled piston engines, 160 كـو (220 حصان)  الواحد
- مراوح: 2-ريشة wooden fixed pitch propellers

أداء
- السرعة القصوى: 271 كم/س (168 ميل/س؛ 146 عقدة)

- Landing speed: 86 كم/س (53 ميل/س؛ 46 عقدة)
- سرعة العبور: 235 كم/س (146 ميل/س؛ 127 عقدة)
- مدى: 783 كـم (487 ميل؛ 423 nmi)
- سقف الخدمة: 5,600 م (18,373 قدم)
- وقت الارتفاع 1,000 م (3,300 قدم) in 5.3 minutes, 3,000 م (9,800 قدم) in 17 minutes

- Take-off run: 410 م (1,350 قدم)

- Landing run: 365 م (1,198 قدم)